# Taxe sur les spectacles de variétés
Lire en ligne

Lire sur Légifrance

La taxe sur les spectacles de variétés est une taxe affectée au centre national de la musique (CNM) créée en 1977.

## Historique

### Taxe parafiscale pour les spectacles de variétés (1977)
Le décret no 64-1079 du 23 octobre 1964 crée une taxe parafiscale perçue sur la billetterie des théâtres privés. Le produit de la taxe sur les spectacles d'art dramatique, lyrique et chorégraphique est affecté à l'association pour le soutien du théâtre privé (ASTP).
Le décret no 77-701 du 30 juin 1977 élargit le champ d'application de la taxe parafiscale aux spectacles de variété. 
Il s'agit d'un système mutualiste créé par la profession qui permet de distribuer des aides à la création, à la production ou à la diffusion de spectacles. Les spectacles à succès peuvent ainsi financer les échecs.

### Fonds de soutien à la chanson, au jazz et aux variétés (1986)
Le produit de la taxe parafiscale est affectée à l'association pour le soutien de la chanson, des variétés et du jazz, fondée en 1986, et communément nommée Fonds de Soutien Chanson, Variétés, Jazz,. Il s'agit du décret no 86-302 du 4 mars 1986 et de l'arrêté du 4 mars 1986.
| Année        | 1987 | 1988 | 1989 | 1990  | 1991  | 1992  | 1993  | 1994 | 1995 | 1996 | 1997 | 1998, | 1999  | 2000  | 2001, |
| ------------ | ---- | ---- | ---- | ----- | ----- | ----- | ----- | ---- | ---- | ---- | ---- | ----- | ----- | ----- | ----- |
| Produit (MF) | 7,00 | 8,00 | 9,93 | 11,86 | 12,06 | 12,90 | 30,80 | 31,3 | 30,7 | 25,8 | 26,4 | 48,40 | 48,48 | 55,00 | 58,50 |
| Produit (M€) |      |      |      |       |       |       |       | 4,7  | 4,68 | 3,93 | 4    | 7,37  |       |       | 9,19  |

### Centre national de la chanson, des variétés et du jazz (2002)
L'article 30 de la loi no 2002-5 du 4 janvier 2002 relative aux musées de France créé un établissement public industriel et commercial (EPIC) dénommé « centre national de la chanson, des variétés et du jazz » et placé sous la tutelle du ministère de la culture. Ses recettes sont constituées de la taxe parafiscale sur les spectacles dans le domaine des variétés. L’établissement se substitue à l'association pour le soutien à la chanson, aux variétés et au jazz le 1er octobre 2002. Sa principale mission est de soutenir par l'attribution d'aides financières le secteur de la chanson, des variétés et du jazz. Le statut d'EPIC permet au CNV de gérer la perception de la taxe qui lui est affectée,. À compter le 1er janvier 2005, la taxe est collectée par le CNV, sans aucun recours aux société de gestion des droits d'auteur.
| Année                | 2002 | 2003 | 2004  | 2005  | 2006  | 2007  | 2008  | 2009  | 2010  | 2011  | 2012  | 2013  | 2014  | 2015  | 2016, | 2017  | 2018  |
| -------------------- | ---- | ---- | ----- | ----- | ----- | ----- | ----- | ----- | ----- | ----- | ----- | ----- | ----- | ----- | ----- | ----- | ----- |
| Produit (M€)         | 6,86 | 13,3 | 13,4  | 12,5  | 14,9  | 17,1  | 17,1  | 20,1  | 24,0  | 23,8  | 23,6  | 25,9  | 28,7  | 29,4  | 30,6  | 32,8  | 31,9  |
| Plafond (M€)         |      |      | -     | -     | -     | -     | -     | -     | -     | -     | 27    | 27    | 29    | 30    | 32    | 50    | 50    |
| Nombre de redevables |      |      | 1 904 | 1 882 | 1 855 | 1 883 | 2 361 | 2 404 | 2 587 | 2 631 | 2 677 | 2 742 | 3 104 | 3 388 | 3 486 | 3 525 | 2 949 |

### Taxe affectée (2003)

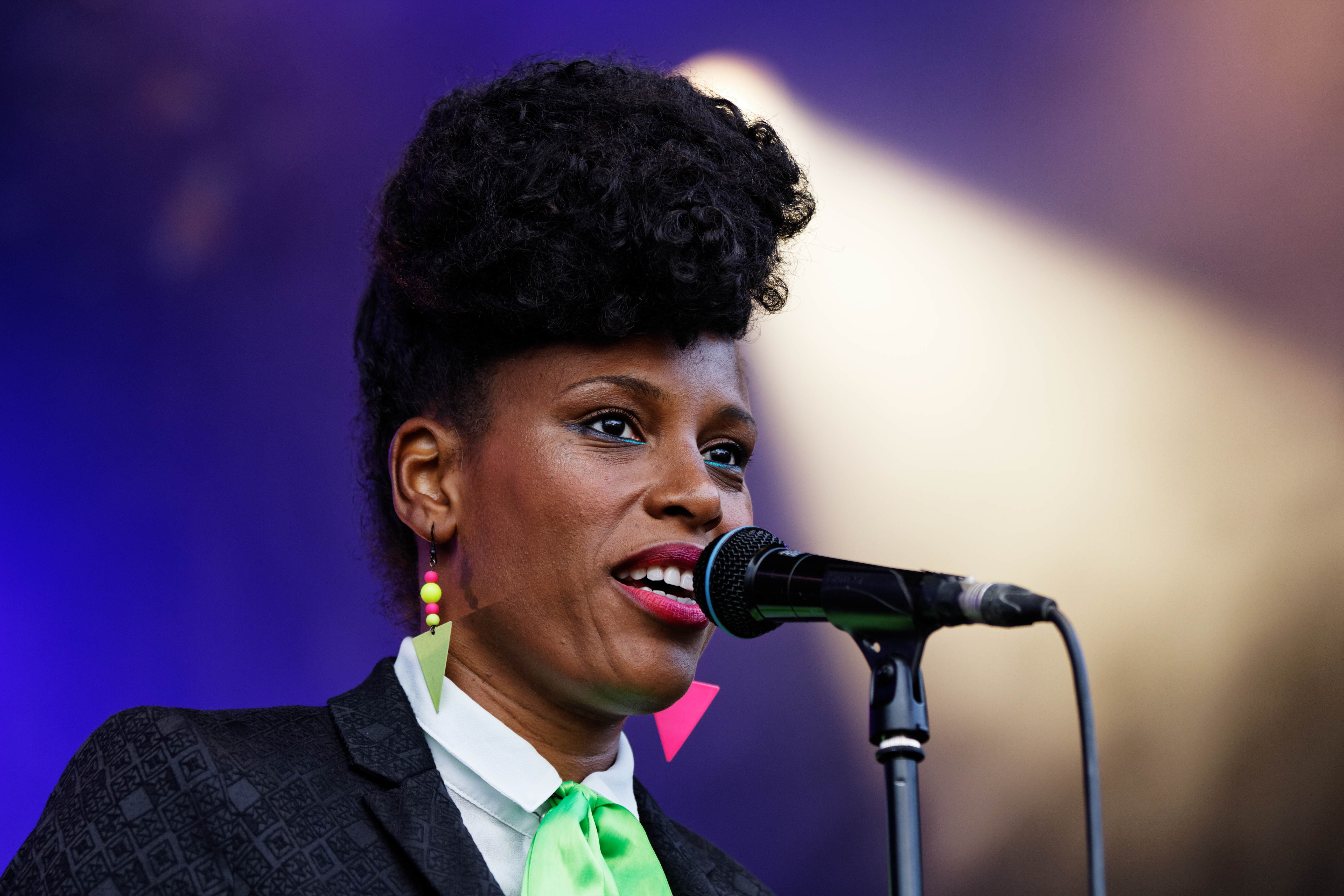
Sandra Nkaké en concert lors du Festival du bout du monde.

La France met un terme aux taxes parafiscales le 31 décembre 2003. Ainsi la loi de finances rectificatives de 2003 transforme la taxe parafiscale en taxe affectée au profit du CNV.
En 2014, l'Inspection générale des finances liste la taxe sur les spectacles de variétés parmi les 192 taxes à faible rendement. La mission préconise sa suppression et son remplacement par une cotisation professionnelle ou une diminution du bénéfice du taux réduit de TVA sur les spectacles.

### Déplafonnementde facto(2016)
Le produit de la taxe affecté au CNV est plafonné depuis 2012. Comme toute taxe affectée, elle comporte un plafond d'affectation des recettes de la taxe. Le surplus de recette revient à l'État. Bien que n'ayant jamais donné lieu à écrêtement comme l'a rappelé le secrétaire d'État au Budget Christian Eckert en octobre 2016 « vous proposez de déplafonner des taxes alors que le plafond n'est même pas atteint. Les bras m'en tombent. », le CNV réclame pourtant le déplafonnement de la taxe. 
Un temps envisagé par le Parlement et souhaité par la ministre de la culture Audrey Azoulay, le Parlement a finalement refusé le déplafonnement de jure afin de conserver le principe d'autorisation parlementaire des dépenses. Un déplafonnement conduirait également à décorréler les besoins du CNV du produit perçu. Le législateur a néanmoins très fortement révisé à la hausse le plafond en le fixant à 50 millions d'euros,.

### Centre national de la musique (2020)
L'article 244 de la loi no 2019-1479 du 28 décembre 2019 fixe qu'à partir du 1er janvier 2020, le produit de la taxe sur les spectacles de variétés est affecté au Centre national de la musique (CNM), établissement public nouvellement créé et qui succède au CNV.
Dans le cadre de la pandémie, le CNM a annoncé suspendre l'encaissement et le recouvrement de la taxe à compter du 19 mars 2020 et jusqu'au redémarrage de l'activité,.

## Caractéristiques

### Redevables

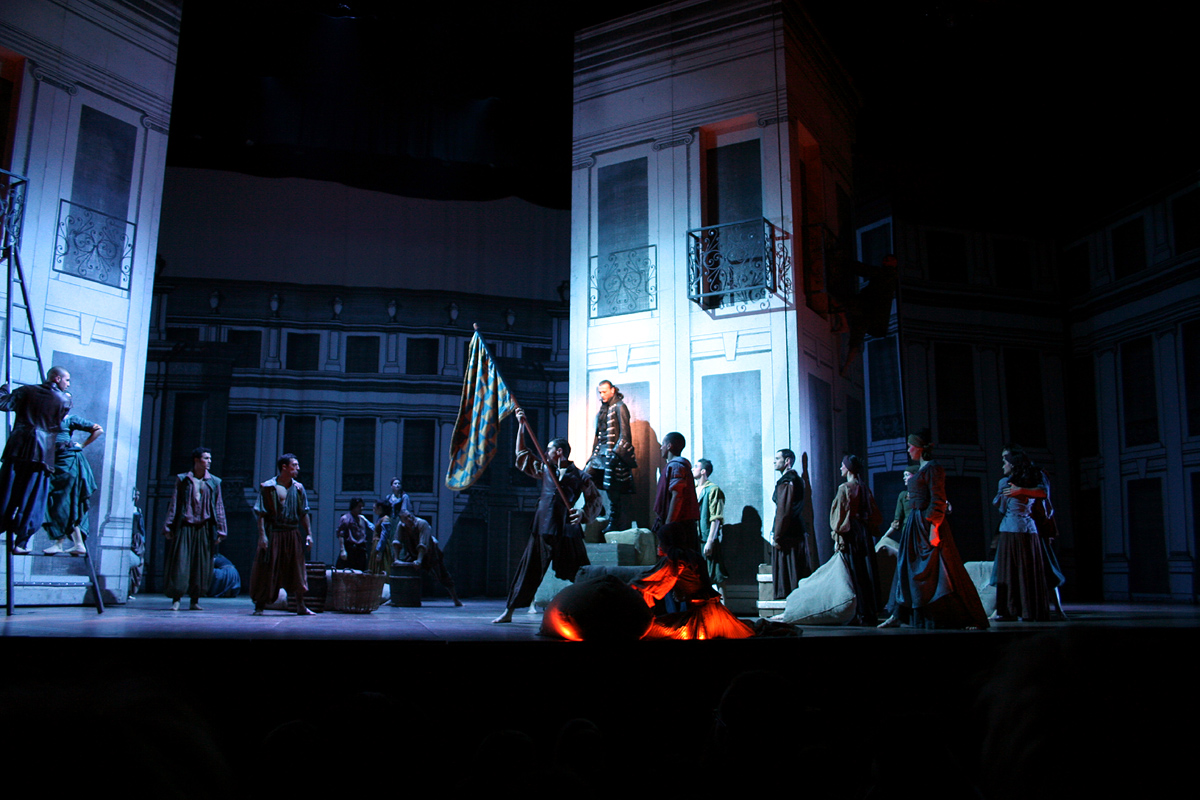
Le Roi Soleil au Palais des Sports.

Les spectacles vivants donnant lieu à perception de la taxe relèvent, selon le décret du 4 février 2004, des catégories suivantes : 
- Chanson,
- Jazz et musiques improvisées,
- Pop rock et genres assimilés,
- Rap, reggae, hip hop,
- Musiques électroniques,
- Musiques du monde,
- Humour (musical, sketches, one man show, etc.),
- Comédies musicales (à caractère non traditionnel),
- Cabarets et revues,
- Illusionnistes, aquatiques ou sur glace ou attractions visuelles, arts du cirque.

La taxe s'élève à 3,5 % de la billetterie hors taxes ou 3,5% du montant des contrats de cessions hors taxe si la représentation est gratuite. En 2017, la taxe a été payée par 3 525 organisateurs du spectacle. En 2004, les sommes versées par les 20 plus importants payeurs représentaient 53,43 % du montant de la taxe perçue. Et l'Île-de-France représentait 62% du montant de la taxe perçue.

### Bénéficiaire
Le produit de la taxe est affecté au CNM depuis le 1er janvier 2020 et au CNV entre 1986 et 2019.
Le produit de la taxe est de 31,9 millions d'euros en 2018 avec un plafond d'affectation fixé à 50 millions d'euros (le surplus de recette revenant dans les caisses de l'État). Les ressources du CNV ont augmenté ces dernières années, passant de 13 millions d'euros en 2004 à 35 millions d'euros en 2018. Cela est dû à une meilleure efficacité des opérations de perception, une augmentation des recettes de billetterie et à l'élargissement de l'assiette de la taxe aux musiques électroniques et aux arts du cirque.
Cela permet de financier 90% des ressources du CNV.